# Pallacanestro Reggiana 2020-2021
Questa voce raccoglie le informazioni riguardanti la Pallacanestro Reggiana nelle competizioni ufficiali della stagione 2020-2021.

## Stagione
La stagione 2020-2021 della Pallacanestro Reggiana sponsorizzata UNAHOTELS, è la 23ª nel massimo campionato italiano di pallacanestro, la Serie A.

## Roster
Aggiornato al 12 agosto 2019.
| UNAHOTELS Reggio Emilia 2020-21 | UNAHOTELS Reggio Emilia 2020-21 |
| Giocatori                       | Staff tecnico                   |
| ------------------------------- | ------------------------------- |

| N. | Naz.                                                        | Ruolo | Nome                | Anno | Alt.   | Peso   |  |
| -- | ----------------------------------------------------------- | ----- | ------------------- | ---- | ------ | ------ |  |
| 0  | Stati Uniti (bandiera) · Giamaica (bandiera)                | G     | Brynton Lemar       | 1995 | 193 cm | 88 kg  |  |
| 2  | Stati Uniti (bandiera)                                      | A     | Dominique Sutton    | 1986 | 196 cm | 100 kg |  |
| 3  | Finlandia (bandiera)                                        | G     | Petteri Koponen     | 1988 | 194 cm | 88 kg  |  |
| 5  | Stati Uniti (bandiera)                                      | AP    | Josh Bostic         | 1987 | 196 cm | 104 kg |  |
| 7  | Italia (bandiera)                                           | P     | Leonardo Candi (C)  | 1997 | 190 cm | 86 kg  |  |
| 8  | Italia (bandiera)                                           | AC    | Filippo Baldi Rossi | 1991 | 207 cm | 97 kg  |  |
| 9  | Italia (bandiera)                                           | G     | Carlo Porfilio      | 2001 | 195 cm |        |  |
| 11 | Stati Uniti (bandiera)                                      | P     | Brandon Taylor      | 1994 | 178 cm | 77 kg  |  |
| 14 | Italia (bandiera)                                           | G     | Marco Giannini      | 2002 | 190 cm |        |  |
| 15 | Stati Uniti (bandiera) · Isole Vergini Americane (bandiera) | C     | Frank Elegar        | 1986 | 208 cm | 109 kg |  |
| 16 | Gambia (bandiera)                                           | C     | Ibrahima Cham       | 2003 | 205 cm |        |  |
| 17 | Italia (bandiera)                                           | AC    | Andrea Maddaloni    | 2002 | 202 cm |        |  |
| 18 | Italia (bandiera)                                           | AG    | Riccardo Carta      | 2003 | 202 cm |        |  |
| 19 | Italia (bandiera)                                           | G     | Alberto Besozzi     | 2002 | 193 cm |        |  |
| 21 | Stati Uniti (bandiera)                                      | C     | Henry Sims          | 1990 | 208 cm | 112 kg |  |
| 23 | Stati Uniti (bandiera)                                      | AG    | Justin Johnson      | 1996 | 200 cm | 108 kg |  |
| 32 | Italia (bandiera)                                           | P     | Federico Bonacini   | 1999 | 190 cm | 82 kg  |  |
| 35 | Senegal (bandiera) · Italia (bandiera)                      | AC    | Mouhamet Diouf      | 2001 | 206 cm | 105 kg |  |
| 45 | Lettonia (bandiera)                                         | P     | Jānis Blūms         | 1982 | 190 cm | 90 kg  |  |
| 77 | Rep. Ceca (bandiera)                                        | GA    | Tomáš Kyzlink       | 1993 | 198 cm | 91 kg  |  |
| -  | Italia (bandiera)                                           | G     | Jacopo Soliani      | 2003 | 192 cm |        |  |

| Allenatore |
| - Antimo Martino (fino al 15 marzo) - Attilio Caja (fino al 16 marzo)                                                                                    |
| Assistente/i |
| - Federico Fucà - Alessandro Lotesoriere (fino al 15 marzo) - Andrea Bonacina (dal 16 marzo) Legenda - (C) Capitano - (IN) Inattivo - Infortunato Roster |

## Mercato

### Sessione estiva
| Acquisti | Acquisti               | Acquisti          | Acquisti      | Acquisti |
| R.a      | Nome                   | da                | Modalità      |          |
| -------- | ---------------------- | ----------------- | ------------- | -------- |
| ALL      | Antimo Martino         | Fortitudo Bologna | svincolato    |          |
| AC       | Filippo Baldi Rossi    | Virtus Bologna    | svincolato    |          |
| ALL      | Alessandro Lotesoriere | Fortitudo Bologna | svincolato    |          |
| G        | Tomáš Kyzlink          | Virtus Roma       | svincolato    |          |
| P        | Brandon Taylor         | Le Mans           | svincolato    |          |
| PG       | Federico Bonacini      | Trapani Shark     | fine prestito |          |
| C        | Alessandro Vigori      | Pall. Mantovana   | fine prestito |          |
| P        | Jānis Blūms            | VEF Rīga          | svincolato    |          |
| AP       | Josh Bostic            | Arka Gdynia       | svincolato    |          |
| C        | Frank Elegar           | Málaga            | svincolato    |          |
| AG       | Justin Johnson         | Pistoia Basket    | svincolato    |          |

| Cessioni | Cessioni            | Cessioni          | Cessioni       | Cessioni |
| R.       | Nome                | a                 | Modalità       |          |
| -------- | ------------------- | ----------------- | -------------- | -------- |
| G        | Dávid Vojvoda       | Alba Fehérvár     | fine contratto |          |
| AG       | Reggie Upshaw       | Hapoel Tel Aviv   | fine contratto |          |
| ALL      | Giuseppe Di Paolo   | Virtus Roma       | fine contratto |          |
| C        | Josh Owens          | Bahçeşehir Koleji | fine contratto |          |
| AP       | Simone Fontecchio   | Alba Berlino      | fine contratto |          |
| P        | Jacopo Soviero      | Bologna 2016      | prestito       |          |
| PG       | Darius Johnson-Odom | Orléans Loiret    | fine contratto |          |
| C        | Alessandro Vigori   | UEB Cividale      | prestito       |          |
| PG       | Alessandro Cipolla  | Stella Azzurra    | prestito       |          |
| P        | Giuseppe Poeta      | Vanoli Cremona    | risoluzione    |          |
| P        | Will Cherry         | Free agent        | fine contratto |          |

### Dopo l'inizio della stagione
| Acquisti | Acquisti         | Acquisti          | Acquisti         | Acquisti   |
| R.       | Nome             | da                | Data             | Modalità   |
| -------- | ---------------- | ----------------- | ---------------- | ---------- |
| A        | Dominique Sutton | Al-Ahli Manama    | 8 gennaio 2021   | svincolato |
| G        | Petteri Koponen  | Bayern Monaco     | 15 gennaio 2021  | svincolato |
| C        | Henry Sims       | Incheon Elephants | 14 febbraio 2021 | svincolato |
| G        | Brynton Lemar    | Gaziantep BŞB     | 15 febbraio 2021 | svincolato |
| ALL      | Attilio Caja     | Pall. Varese      | 16 marzo 2021    | svincolato |
| ALL      | Andrea Bonacina  | Free agent        | 16 marzo 2021    | svincolato |

| Cessioni | Cessioni           | Cessioni       | Cessioni         | Cessioni    |
| R.       | Nome               | a              | Data             | Modalità    |
| -------- | ------------------ | -------------- | ---------------- | ----------- |
| ALL      | Maurizio Buscaglia | Brescia        | 1 dicembre 2020  | rescissione |
| P        | Jānis Blūms        | Free agent     | 9 dicembre 2020  | rescissione |
| AP       | Josh Bostic        | N.B. Brindisi  | 22 febbraio 2021 | rescissione |
| A        | Dominique Sutton   | Al-Ahli Manama | 26 febbraio 2021 | rescissione |
| C        | Henry Sims         | Free agent     | 30 aprile 2021   | rescissione |